# Bilan saison par saison des Knicks de New York

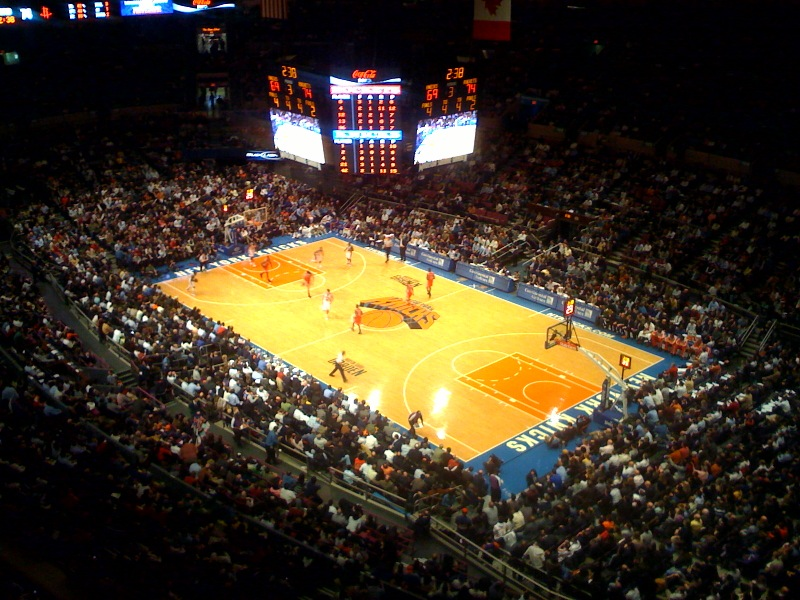
Le Madison Square Garden est l'arène des Knicks.

Le tableau suivant est un bilan saison par saison des Knicks de New York avec les performances réalisées par la franchise depuis sa création en 1946, avec les saisons passées en BAA jusqu'en 1949.
| Saison           | Équipe           | Conférence       | Conférence       | Division         | Division         | Saison régulière | Saison régulière | Saison régulière | Playoffs | Entraîneur principal                   | Réf.         |
| Saison           | Équipe           | Conférence       | Conférence       | Division         | Division         | V                | D                | PCT              | Playoffs | Entraîneur principal                   | Réf.         |
| ---------------- | ---------------- | ---------------- | ---------------- | ---------------- | ---------------- | ---------------- | ---------------- | ---------------- | --- | -------------------------------------- | ------------ |
| New York Knicks  |                  |                  |                  |                  |                  |                  |                  |                  | |                                        |              |
| 1946-47          | 1946-47          | -                | -                | Est              | 3e               | 33               | 27               | 55,0%            | Victoire en quarts de finale (Cleveland, 2-1) Défaite en demi-finale (Philadelphie, 0-2)                                                                                             | Neil Cohalan                           | [ 1 ]        |
| 1947-48          | 1947-48          | -                | -                | Est              | 2e               | 26               | 22               | 54,2%            | Défaite en quarts de finale (Baltimore, 1-2) | Joe Lapchick                           | [ 2 ]        |
| 1948-49          | 1948-49          | -                | -                | Est              | 2e               | 32               | 28               | 53,3%            | Victoire en demi-finale de Division (Baltimore, 2-1) Défaite en finale de Division (Washington, 1-2)                                                                                 | Joe Lapchick                           | [ 3 ]        |
| 1949-50          | 1949-50          | -                | -                | Est              | 2e               | 40               | 28               | 58,8%            | Victoire en demi-finale de Division (Washington, 2-0) Défaite en finale de Division (Syracuse, 1-2)                                                                                  | Joe Lapchick                           | [ 4 ]        |
| 1950-51          | 1950-51          | -                | -                | Est              | 3e               | 36               | 30               | 54,5%            | Victoire en demi-finale de Division (Boston, 2-0) Victoire en finale de Division (Syracuse, 3-2) Défaite en finale NBA (Rochester, 3-4)                                              | Joe Lapchick                           | [ 5 ]        |
| 1951-52          | 1951-52          | -                | -                | Est              | 3e               | 37               | 29               | 56,1%            | Victoire en demi-finale de Division (Boston, 2-1) Victoire en finale de Division (Syracuse, 3-1) Défaite en finale NBA (Minneapolis, 3-4)                                            | Joe Lapchick                           | [ 6 ]        |
| 1952-53          | 1952-53          | -                | -                | Est              | 1er              | 47               | 23               | 67,1%            | Victoire en demi-finale de Division (Baltimore, 2-0) Victoire en finale de Division (Boston, 3-1) Défaite en finale NBA (Minneapolis, 1-4)                                           | Joe Lapchick                           | [ 7 ]        |
| 1953-54          | 1953-54          | -                | -                | Est              | 1er              | 44               | 28               | 61,1%            | Défaite en phase de poule de l'Est (Boston et Syracuse, 0-4) | Joe Lapchick                           | [ 8 ]        |
| 1954-55          | 1954-55          | -                | -                | Est              | 2e               | 38               | 34               | 52,8%            | Défaite en demi-finale de Division (Boston, 1-2) | Joe Lapchick                           | [ 9 ]        |
| 1955-56          | 1955-56          | -                | -                | Est              | 4e               | 35               | 37               | 48,6%            | Défaite lors du match éliminatoire (Syracuse, 0-1) | Joe Lapchick Vince Boryla              | [ 10 ]       |
| 1956-57          | 1956-57          | -                | -                | Est              | 4e               | 36               | 36               | 50,0%            | - | Vince Boryla                           | [ 11 ]       |
| 1957-58          | 1957-58          | -                | -                | Est              | 4e               | 35               | 37               | 48,6%            | - | Vince Boryla Andrew Levane             | [ 12 ]       |
| 1958-59          | 1958-59          | -                | -                | Est              | 2e               | 40               | 32               | 55,6%            | Défaite en demi-finale de Division (Syracuse, 0-2) | Andrew Levane                          | [ 13 ]       |
| 1959-60          | 1959-60          | -                | -                | Est              | 4e               | 27               | 48               | 36,0%            | - | Andrew Levane Carl Braun               | [ 14 ]       |
| 1960-61          | 1960-61          | -                | -                | Est              | 4e               | 21               | 58               | 26,6%            | - | Carl Braun                             | [ 15 ]       |
| 1961-62          | 1961-62          | -                | -                | Est              | 4e               | 29               | 51               | 36,3%            | - | Eddie Donovan                          | [ 16 ]       |
| 1962-63          | 1962-63          | -                | -                | Est              | 4e               | 21               | 59               | 26,3%            | - | Eddie Donovan                          | [ 17 ]       |
| 1963-64          | 1963-64          | -                | -                | Est              | 4e               | 22               | 58               | 27,5%            | - | Eddie Donovan                          | [ 18 ]       |
| 1964-65          | 1964-65          | -                | -                | Est              | 4e               | 31               | 49               | 38,8%            | - | Eddie Donovan Harry Gallatin           | [ 19 ]       |
| 1965-66          | 1965-66          | -                | -                | Est              | 4e               | 30               | 50               | 37,5%            | - | Dick McGuire                           | [ 20 ]       |
| 1966-67          | 1966-67          | -                | -                | Est              | 4e               | 36               | 45               | 44,4%            | Défaite en demi-finale de Division (Boston, 1-3) | Dick McGuire                           | [ 21 ]       |
| 1967-68          | 1967-68          | -                | -                | Est              | 3e               | 43               | 39               | 52,4%            | Défaite en demi-finale de Division (Philadelphie, 2-4) | Dick McGuire Red Holzman               | [ 22 ]       |
| 1968-69          | 1968-69          | -                | -                | Est              | 3e               | 54               | 28               | 65,9%            | Victoire en demi-finale de Division (Baltimore, 4-0) Défaite en finale de Division (Boston, 2-4)                                                                                     | Red Holzman                            | [ 23 ]       |
| 1969-70          | 1969-70          | -                | -                | Est              | 1er              | 60               | 22               | 73,2%            | Victoire en demi-finale de Division (Baltimore, 4-3) Victoire en finale de Division (Milwaukee, 4-1) Victoire en finale NBA (L.A. Lakers, 4-3)                                       | Red Holzman                            | [ 24 ]       |
| 1970-71          | 1970-71          | Est              | 1er              | Atlantique       | 1er              | 52               | 30               | 63,4%            | Victoire en demi-finale de conférence (Atlanta, 4-1) Défaite en finale de conférence (Baltimore, 3-4)                                                                                | Red Holzman                            | [ 25 ]       |
| 1971-72          | 1971-72          | Est              | 3e               | Atlantique       | 2e               | 48               | 34               | 58,5%            | Victoire en demi-finale de conférence (Baltimore, 4-2) Victoire en finale de conférence (Boston, 4-1) Défaite en finale NBA (L.A. Lakers, 1-4)                                       | Red Holzman                            | [ 26 ]       |
| 1972-73          | 1972-73          | Est              | 3e               | Atlantique       | 2e               | 57               | 25               | 69,5%            | Victoire en demi-finale de conférence (Baltimore, 4-1) Victoire en finale de conférence (Boston, 4-3) Victoire en finale NBA (L.A. Lakers, 4-1)                                      | Red Holzman                            | [ 27 ]       |
| 1973-74          | 1973-74          | Est              | 3e               | Atlantique       | 2e               | 49               | 33               | 59,8%            | Victoire en demi-finale de conférence (Capitale, 4-3) Défaite en finale de conférence (Boston, 1-4)                                                                                  | Red Holzman                            | [ 28 ]       |
| 1974-75          | 1974-75          | Est              | 5e               | Atlantique       | 3e               | 40               | 42               | 48,8%            | Défaite au premier tour (Houston, 1-2) | Red Holzman                            | [ 29 ]       |
| 1975-76          | 1975-76          | Est              | 7e               | Atlantique       | 4e               | 38               | 44               | 46,3%            | - | Red Holzman                            | [ 30 ]       |
| 1976-77          | 1976-77          | Est              | 7e               | Atlantique       | 3e               | 40               | 42               | 48,8%            | - | Red Holzman                            | [ 31 ]       |
| 1977-78          | 1977-78          | Est              | 5e               | Atlantique       | 2e               | 43               | 39               | 52,4%            | Victoire au premier tour (Cleveland, 2-0) Défaite en demi-finale de conférence (Philadelphie, 0-4)                                                                                   | Willis Reed                            | [ 32 ]       |
| 1978-79          | 1978-79          | Est              | 7e               | Atlantique       | 4e               | 31               | 51               | 37,8%            | - | Willis Reed Red Holzman                | [ 33 ]       |
| 1979-80          | 1979-80          | Est              | 7e               | Atlantique       | 4e               | 39               | 43               | 47,6%            | - | Red Holzman                            | [ 34 ]       |
| 1980-81          | 1980-81          | Est              | 4e               | Atlantique       | 3e               | 50               | 32               | 61,0%            | Défaite au premier tour (Cleveland, 0-2) | Red Holzman                            | [ 35 ]       |
| 1981-82          | 1981-82          | Est              | 10e              | Atlantique       | 5e               | 33               | 49               | 40,2%            | - | Red Holzman                            | [ 36 ]       |
| 1982-83          | 1982-83          | Est              | 5e               | Atlantique       | 4e               | 44               | 38               | 53,7%            | Victoire au premier tour (New Jersey, 2-0) Défaite en demi-finale de conférence (Philadelphie, 0-4)                                                                                  | Hubie Brown                            | [ 37 ]       |
| 1983-84          | 1983-84          | Est              | 5e               | Atlantique       | 3e               | 47               | 35               | 57,3%            | Victoire au premier tour (Détroit, 3-2) Défaite en demi-finale de conférence (Boston, 3-4)                                                                                           | Hubie Brown                            | [ 38 ]       |
| 1984-85          | 1984-85          | Est              | 10e              | Atlantique       | 5e               | 24               | 58               | 29,3%            | - | Hubie Brown                            | [ 39 ]       |
| 1985-86          | 1985-86          | Est              | 11e              | Atlantique       | 5e               | 23               | 59               | 28,0%            | - | Hubie Brown                            | [ 40 ]       |
| 1986-87          | 1986-87          | Est              | 11e              | Atlantique       | 5e               | 24               | 58               | 29,3%            | - | Hubie Brown Bob Hill                   | [ 41 ]       |
| 1987-88          | 1987-88          | Est              | 8e               | Atlantique       | 3e               | 38               | 44               | 46,3%            | Défaite au premier tour (Boston, 1-3) | Rick Pitino                            | [ 42 ]       |
| 1988-89          | 1988-89          | Est              | 2e               | Atlantique       | 1er              | 52               | 30               | 63,4%            | Victoire au premier tour (Philadelphie, 3-0) Défaite en demi-finale de conférence (Chicago, 2-4)                                                                                     | Rick Pitino                            | [ 43 ]       |
| 1989-90          | 1989-90          | Est              | 5e               | Atlantique       | 3e               | 45               | 37               | 54,9%            | Victoire au premier tour (Boston, 3-2) Défaite en demi-finale de conférence (Détroit, 1-4)                                                                                           | Stu Jackson                            | [ 44 ]       |
| 1990-91          | 1990-91          | Est              | 8e               | Atlantique       | 3e               | 39               | 43               | 47,6%            | Défaite au premier tour (Chicago, 0-3) | Stu Jackson John MacLeod               | [ 45 ]       |
| 1991-92          | 1991-92          | Est              | 4e               | Atlantique       | 2e               | 51               | 31               | 62,2%            | Victoire au premier tour (Détroit, 3-2) Défaite en demi-finale de conférence (Chicago, 3-4)                                                                                          | Pat Riley                              | [ 46 ]       |
| 1992-93          | 1992-93          | Est              | 1er              | Atlantique       | 1er              | 60               | 22               | 73,2%            | Victoire au premier tour (Indiana, 3-1) Victoire en demi-finale de conférence (Charlotte, 4-1) Défaite en finale de conférence (Chicago, 2-4)                                        | Pat Riley                              | [ 47 ]       |
| 1993-94          | 1993-94          | Est              | 2e               | Atlantique       | 1er              | 57               | 25               | 69,5%            | Victoire au premier tour (New Jersey, 3-1) Victoire en demi-finale de conférence (Chicago, 4-3) Victoire en finale de conférence (Indiana, 4-3) Défaite en finale NBA (Houston, 3-4) | Pat Riley                              | [ 48 ]       |
| 1994-95          | 1994-95          | Est              | 3e               | Atlantique       | 2e               | 55               | 27               | 67,1%            | Victoire au premier tour (Cleveland, 3-1) Défaite en demi-finale de conférence (Indiana, 3-4)                                                                                        | Pat Riley                              | [ 49 ]       |
| 1995-96          | 1995-96          | Est              | 5e               | Atlantique       | 2e               | 47               | 35               | 57,3%            | Victoire au premier tour (Cleveland, 3-0) Défaite en demi-finale de conférence (Chicago, 1-4)                                                                                        | Don Nelson Jeff Van Gundy              | [ 50 ]       |
| 1996-97          | 1996-97          | Est              | 3e               | Atlantique       | 2e               | 57               | 25               | 69,5%            | Victoire au premier tour (Charlotte, 3-0) Défaite en demi-finale de conférence (Miami, 3-4)                                                                                          | Jeff Van Gundy                         | [ 51 ]       |
| 1997-98          | 1997-98          | Est              | 7e               | Atlantique       | 2e               | 43               | 39               | 52,4%            | Victoire au premier tour (Miami, 3-2) Défaite en demi-finale de conférence (Indiana, 1-4)                                                                                            | Jeff Van Gundy                         | [ 52 ]       |
| 1998-99          | 1998-99          | Est              | 8e               | Atlantique       | 4e               | 27               | 23               | 54,0%            | Victoire au premier tour (Miami, 3-2) Victoire en demi-finale de conférence (Atlanta, 4-0) Victoire en finale de conférence (Indiana, 4-2) Défaite en finale NBA (San Antonio, 1-4)  | Jeff Van Gundy                         | [ 53 ]       |
| 1999-00          | 1999-00          | Est              | 3e               | Atlantique       | 2e               | 50               | 32               | 61,0%            | Victoire au premier tour (Toronto, 3-0) Victoire en demi-finale de conférence (Miami, 4-3) Défaite en finale de conférence (Indiana, 2-4)                                            | Jeff Van Gundy                         | [ 54 ]       |
| 2000-01          | 2000-01          | Est              | 4e               | Atlantique       | 3e               | 48               | 34               | 58,5%            | Défaite au premier tour (Toronto, 2-3) | Jeff Van Gundy                         | [ 55 ]       |
| 2001-02          | 2001-02          | Est              | 13e              | Atlantique       | 7e               | 30               | 52               | 36,6%            | - | Jeff Van Gundy Don Chaney              | [ 56 ]       |
| 2002-03          | 2002-03          | Est              | 10e              | Atlantique       | 6e               | 37               | 45               | 45,1%            | - | Don Chaney                             | [ 57 ]       |
| 2003-04          | 2003-04          | Est              | 7e               | Atlantique       | 3e               | 39               | 43               | 47,6%            | Défaite au premier tour (New Jersey, 0-4) | Don Chaney Herb Williams Lenny Wilkens | [ 58 ]       |
| 2004-05          | 2004-05          | Est              | 12e              | Atlantique       | 5e               | 33               | 49               | 40,2%            | - | Lenny Wilkens Herb Williams            | [ 59 ]       |
| 2005-06          | 2005-06          | Est              | 15e              | Atlantique       | 5e               | 23               | 59               | 28,0%            | - | Larry Brown                            | [ 60 ]       |
| 2006-07          | 2006-07          | Est              | 12e              | Atlantique       | 4e               | 33               | 49               | 40,2%            | - | Isiah Thomas                           | [ 61 ]       |
| 2007-08          | 2007-08          | Est              | 14e              | Atlantique       | 5e               | 23               | 59               | 28,0%            | - | Isiah Thomas                           | [ 62 ]       |
| 2008-09          | 2008-09          | Est              | 14e              | Atlantique       | 5e               | 32               | 50               | 39,0%            | - | Mike D'Antoni                          | [ 63 ]       |
| 2009-10          | 2009-10          | Est              | 11e              | Atlantique       | 3e               | 29               | 53               | 35,4%            | - | Mike D'Antoni                          | [ 64 ]       |
| 2010-11          | 2010-11          | Est              | 6e               | Atlantique       | 2e               | 42               | 20               | 51,2%            | Défaite au premier tour (Boston, 0-4) | Mike D'Antoni                          | [ 65 ]       |
| 2011-12          | 2011-12          | Est              | 7e               | Atlantique       | 2e               | 36               | 30               | 54,5%            | Défaite au premier tour (Miami, 1-4) | Mike D'Antoni Mike Woodson             | [ 66 ]       |
| 2012-13          | 2012-13          | Est              | 2e               | Atlantique       | 1er              | 54               | 28               | 65,9%            | Victoire au premier tour (Boston, 4-2) Défaite en demi-finale de conférence (Indiana, 2-4)                                                                                           | Mike Woodson                           | [ 67 ]       |
| 2013-14          | 2013-14          | Est              | 9e               | Atlantique       | 3e               | 37               | 45               | 45,1%            | - | Mike Woodson                           | [ 68 ]       |
| 2014-15          | 2014-15          | Est              | 15e              | Atlantique       | 5e               | 17               | 65               | 20,7%            | - | Derek Fisher                           | [ 69 ]       |
| 2015-16          | 2015-16          | Est              | 13e              | Atlantique       | 3e               | 32               | 50               | 39,0%            | - | Derek Fisher Kurt Rambis               | [ 70 ]       |
| 2016-17          | 2016-17          | Est              | 12e              | Atlantique       | 3e               | 31               | 51               | 37,8%            | - | Jeff Hornacek                          | [ 71 ]       |
| 2017-18          | 2017-18          | Est              | 11e              | Atlantique       | 4e               | 29               | 53               | 35,4%            | - | Jeff Hornacek                          | [ 72 ]       |
| 2018-19          | 2018-19          | Est              | 15e              | Atlantique       | 5e               | 17               | 65               | 20,7%            | - | David Fizdale                          | [ 73 ]       |
| 2019-20          | 2019-20          | Est              | 12e              | Atlantique       | 5e               | 21               | 45               | 31,8%            | - | David Fizdale Mike Miller              | [ 74 ]       |
| 2020-21          | 2020-21          | Est              | 4e               | Atlantique       | 2e               | 41               | 31               | 56,9%            | Défaite au premier tour (Atlanta, 1-4) | Tom Thibodeau                          | [ 75 ]       |
| 2021-22          | 2021-22          | Est              | 11e              | Atlantique       | 5e               | 37               | 45               | 45,1%            | - | Tom Thibodeau                          | [ 76 ]       |
| 2022-23          | 2022-23          | Est              | 5e               | Atlantique       | 3e               | 47               | 35               | 57,3%            | Victoire au premier tour (Cleveland, 4-1) Défaite en demi-finale de conférence (Miami, 2-4)                                                                                          | Tom Thibodeau                          | [ 77 ]       |
| 2023-24          | 2023-24          | Est              | 2e               | Atlantique       | 2e               | 50               | 32               | 61,0%            | Victoire au premier tour (Philadelphie, 4-2) Défaite en demi-finale de conférence (Indiana, 3-4)                                                                                     | Tom Thibodeau                          | [ 78 ]       |
| 2024-25          | 2024-25          | Est              | 3e               | Atlantique       | 2e               | 51               | 31               | 62,2%            | Victoire au premier tour (Détroit, 4-2) Victoire en demi-finale de conférence (Boston, 4-2) Défaite en finale de conférence (Indiana, 2-4)                                           | Tom Thibodeau                          | [ 79 ]       |
| Saison régulière | Saison régulière | Saison régulière | Saison régulière | Saison régulière | Saison régulière | 3 025            | 3 162            | 48,9%            | |                                        |              |
| Playoffs         | Playoffs         | Playoffs         | Playoffs         | Playoffs         | Playoffs         | 210              | 212              | 49,8%            | 2 titres NBA | 2 titres NBA                           | 2 titres NBA |